# Los Steivos
Los Steivos fue una banda de rock and roll peruano formada en Lima. A pesar de haber grabado solo discos de 45 r. p. m. fue un pilar importante para el rock peruano pues muchos músicos salieron y se influenciaron de esta banda como Los Saicos y The Mad's.

## Historia
En 1964 Frank Privette decide formar un grupo de rock, en aquellas épocas Lince era el epicentro del rock peruano con muchas bandas naciendo a la vez como Los Saicos (Frank Privette era muy amigo de Rolando Carpio de Los Saicos con quien guitarreaba mucho y tuvo una pequeña estancia en el grupo, mientras que Francisco "Pancho" Guevara también menciona al baterista del grupo como una de sus principales influencias al tocar), Los Belking's, The Mad's entre otras. Decide invitar a Manolo Ventura pero al ir a buscarlo se entera por su hermano Álex Ventura que este ya tenía un grupo llamado The Mad's y entonces decide invitar entonces a Álex y este acepta ser la primera guitarra. Su primera presentación fue en una matinal en el Cine Country, Frank Privette era el arreglista mientras que sus compañeros Javier y Álex eran influenciados por Los Beatles y Gustavo por el jazz. Inicialmente el grupo se llamó Los Soviets pero en aquella época era un nombre con mucha influencia política y decidieron cambiarlo, y decidieron ponerlo al revés.
Se presentaban en Ritmo del 4 de canal 4, en locales como El Neptuno, El Dragón y para junio de 1966 junto a Pepe Ponce graban su primer 45 r. p. m. para el sello Riko/Dis-Peru de Rebeca Llave, en el lado A el tema "Dame un besito" y en el lado B el tema "Por tu Amor". Un tiempo después grabaron su segundo de 45 r. p. m.. y para fines de 1966, Àlex Ventura decidió dejar la banda para irse a tocar con The Mad's y en su reemplazo entraría Carlos Reátegui (hermano de Gustavo). En 1968 los integrantes que quedaban grabaron junto a Gabriela quien participó en el Festival de Ancón algunos 45s bajo el nombre de Gabriela y Los Steivos algunos temas como "Cariño" / "Play boy", bajo la dirección de Enrique Lynch.

## Discografía
Sencillos
- "Dame un besito" / "Por tu Amor" (Riko/Dis-Peru 1966)
- "Tu hombre soy" / "GTO"(Riko/Dis-Peru 1966)
- "Romeo y Julieta / El pasaporte" (Sono Radio 1966)
- "Los ojos del Diablo"/"Marionetas en la cuerda"(Sono Radio 1966)
- "Era un muchacho que como yo quería ser Beatle o Rolling Stone"/"Mientras mas te veo"  (Sono Radio 1967)
- "Cariño" / "Play boy" (Con la cantante Gabriela - Sono Radio 1968)